# Al-Baaj
Al-Baaj ou Al-Ba'aj est une ville d'Irak située dans la province de Ninive et dans le district éponyme, dont elle est le chef-lieu. Principalement peuplée de sunnites, elle est contrôlée durant la guerre civile irakienne par l'État islamique, dont le chef Abou Bakr al-Baghdadi en aurait même fait son lieu de résidence après avoir été blessé. Elle est prise par les milices chiites des Hachd al-Chaabi le 4 juin 2017.